# The Hunger Games: Mockingjay – Part 1
The Hunger Games: Mockingjay – Part 1 är en amerikansk science fiction-thrillerfilm från 2014 i regi av Francis Lawrence. Det är den första av två filmer som bygger på den sista boken, Revolt, i Suzanne Collins romantrilogi om Hungerspelen. Filmen är således en uppföljare till The Hunger Games (2012) och The Hunger Games: Catching Fire (2013). Manuset är skrivet av Peter Craig och Danny Strong och i rollerna ses bland andra Jennifer Lawrence, Woody Harrelson, Elizabeth Banks, Julianne Moore, Philip Seymour Hoffman, Stanley Tucci och Donald Sutherland.
Filmen hade premiär den 20 november 2014 i Storbritannien. Den andra delen av filmen, The Hunger Games: Mockingjay – Part 2, hade premiär i november 2015.

## Rollista
- Jennifer Lawrence – Katniss Everdeen
- Josh Hutcherson – Peeta Mellark
- Liam Hemsworth – Gale Hawthorne
- Woody Harrelson – Haymitch Abernathy
- Elizabeth Banks – Effie Trinket
- Philip Seymour Hoffman – Plutarch Heavensbee
- Stanley Tucci – Caesar Flickerman
- Julianne Moore – President Alma Coin
- Donald Sutherland – President Coriolanus Snow
- Jena Malone – Johanna Mason
- Willow Shields – Primrose "Prim" Everdeen
- Paula Malcomson – Mrs. Everdeen
- Sam Claflin – Finnick Odair
- Stef Dawson – Annie Cresta
- Jeffrey Wright – Beetee Latier
- Mahershala Ali – Boggs
- Natalie Dormer – Cressida
- Evan Ross – Messalla
- Patina Miller – Commander Paylor
- Wes Chatham – Castor
- Elden Henson – Pollux
- Robert Knepper – Antonius
- Sarita Choudhury – Egeria
- Erika Bierman – Snows barnbarn